# هونگ جین کیونگ
هونگ جین کیونگ (کره‌ای: 홍진경؛ زادهٔ ۲۳ دسامبر ۱۹۷۷) کارآفرین، مدل، مجری، کمدین و بازیگر اهل کره جنوبی است. او در مجموعه‌های تلویزیونی تو از ستاره‌ها اومدی (۲۰۱۳) و افسانه دریای آبی (۲۰۱۶) ایفای نقش کرده‌است. از سال ۲۰۱۶ تا ۲۰۱۷، او یکی از اعضای برنامه خواهران اسلم دانک بود.

## فیلم‌شناسی

### مجموعه تلویزیونی
| سال       | عنوان               | نقش                       |
| --------- | ------------------- | ------------------------- |
| ۲۰۱۳–۲۰۱۴ | تو از ستاره‌ها اومدی | هونگ هه جین (هونگ بوک جا) |
| ۲۰۱۶–۲۰۱۷ | افسانه دریای آبی    | دوست بی‌خانمان شیم چونگ    |